# 堺市立津久野小学校
堺市立津久野小学校（さかいしりつ つくのしょうしょうがっこう）は大阪府堺市西区にある公立小学校。

## 沿革
- 1874年5月18日 - 創立。因念寺を借りて開校する。

第三大学区第17中学区第12番小学校と称する。
- 1876年2月 - 第三大学区第17中学区踞尾小学校と改称される。
- 1887年4月1日 - 踞尾村立踞尾小学校と改称する。
- 1928年3月-現在地へ移転する。
- 1941年4月1日 - 大阪府泉北郡踞尾国民学校と改称する。
- 1947年4月1日 - 堺市立踞尾小学校と改称される。
- 1963年4月1日 - 堺市立向丘小学校が分離する。
- 1964年 - 堺市立津久野小学校と改称する。
- 1975年2月23日 - 創立百周年を挙行する。
- 1990年4月1日 - 堺市立上野芝小学校を分離する。
- 2014年11月9日 - 創立140周年を挙行する。

## 通学区域
- 堺市西区 神野町2丁（一部）、下田町、津久野町1丁（一部）、津久野町2丁（一部）、津久野町3丁、鶴田町、宮下町。

卒業生は堺市立津久野中学校に進学する。

## 交通
- 阪和線 津久野駅 北へ約441m。